# Kutless
Kutless — християнський рок-гурт з міста Портланд, штат Орегон, створений у 1999 році. З часу своєї появи гурт випустив 7 студійних альбомів, включно з останнім, який отримав назву Glory. Kutless також випустили альбом з концерту Live From Portland. Тепер[коли?] вони продали більш ніж 3 мільйони альбомів в усьому світі.

## Історія

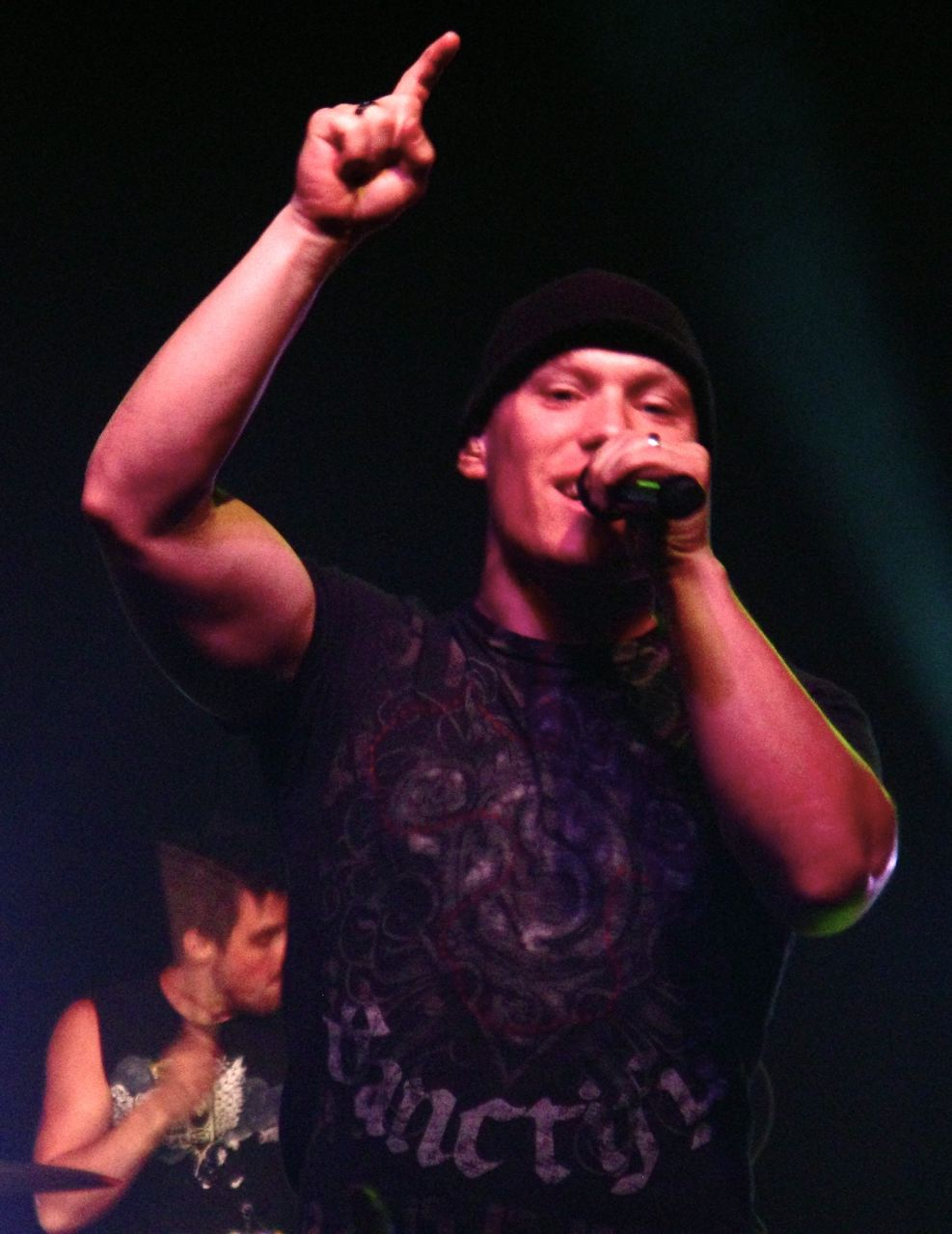
Jon Micah Sumrall, lead vocalist

Гурт був сформований у Портленді, штат Орегон, як шкільний гурт прославлення, який мав назву Call Box. Вони виступали протягом 1999—2000 років у християнському коледжі (Warner Pacific College). Їхній перший гітарист, Ендрю Моррісон (Andrew Morrison), вирішив покинути гурт незадовго до того як вони підписали контракт зі звукозаписною компанією BEC Records. Джеймс Мід (James Mead) замінив Ендрю, граючи на соло гітарі. Гурт змінив свою назву на «Kutless» у жовтні 2001, перед тим як вони випустили перший альбом, який містив 3 треки. Він передував повному альбому, який з'явився у 2002 на BEC Records. Вони вирішили назвати свій гурт 'Kutless' базуючись на віршеві з Біблії. У Римлян 6:23 сказано «Бо заплата за гріх смерть, а дар Божий вічне життя в Христі Ісусі, Господі нашім!».

### Kutless(2002)
«Your Touch» і «Run» були синглами їхнього дебютного альбому 'Kutless'. Їхній перший тур відбувся у 2003 році, під час якого вони були на розігріві в Audio Adrenaline та MercyMe.

### Sea of Faces(2004)
У 2004 році вони випустили другий альбом під назвою Sea of Faces. Альбом був 97 у чарті Billboard 200. У 2004 Kutless повинні були виступити на літніх Олімпійських іграх у Греції, але концерт не відбувся через те, що рейс їхнього літака скасували.

### Strong Tower(2005)
У 2005 Kutless дали концерт у своєму рідному місті, Портленді. Вони також випустили свій перший альбом прославлення Strong Tower, який став 87 у чарті Billboard 200. Цього ж року гурт вирушив у тур Strong Tower.

### Hearts of the Innocent(2006)

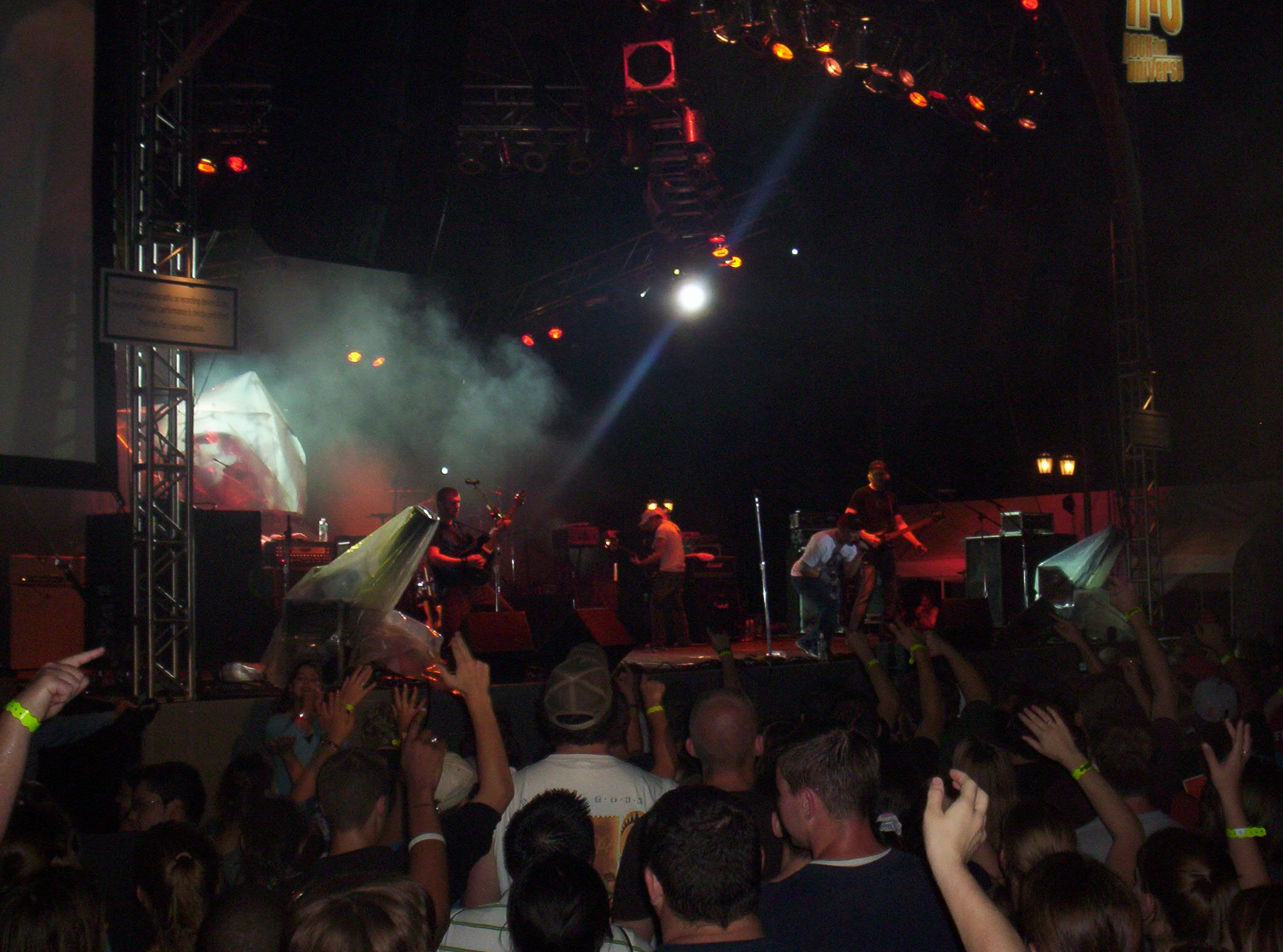

Четвертий альбом, Hearts of the Innocent, вийшов у березні 2006 року. Гурт відразу вирушив у тур, співпрацюючи з гуртами Stellar Kart, та Falling Up.
У березні 2006 року в американському серіалі Клініка під час останньої серії була використана пісня гурту «All the Words» з альбому Sea of Faces. Лара Хатфлес (Laura Hutfless) з агентства William Morris сказала: «Використати пісню 'All the Words' у цьому серіалі було командною роботою. Нам дуже сподобалось те, як ця пісня з'явилася на телебаченні, і ми в захваті від того, що мільйонам американців тепер дуже подобається цей неймовірний гурт. Я впевнена, що для Kutless це лише початок, оскільки вони продовжують дарувати музику, яка надихає, і кількість їхніх прихильників збільшується з кожним днем».
У травні 2007 гітарист Раєн Шраут (Ryan Shrout) вирішив залишити гурт після того, як у його дочки виявили рідкісне захворювання очей.

### To Know That You're Alive(2008)
У 2008 Kutless випустили п'ятий альбом To Know That You're Alive і зайняли 1 місце у християнському чарті, Billboard Christian Albums chart.

### It Is Well(2009)
Гурт виступив на християнському концерті «Ultimate Event» у Великій Британії у травні 2009. Це був перший виступ гурту у цій країні.
У 2009 гурт випустив ще один альбом It Is Well. Співпродюсером якого став Дейв Лаббен (Dave Lubben). Сингл «What Faith Can Do» був першим протягом двох місяців у Billboard Christian songs chart.
Вони поїхали в тур разом з гуртом Casting Crowns, пізніше у тур It Is Well разом з гуртом Chasen і The Museum.

### Believer(2012)
Kutless випустили сьомий альбом Believer. У 2012 барабанщик Джефрі Гілберт (Jeffrey Gilbert) залишив гурт. Йому на заміну прийшов Кайл Пік.
Пізніше Kutless вирушили у тур в понад 20 міст у США з такими гуртами як: Fireflight, Rhett Walker Band, Hyland.

### Glory(2014)
Kutless випустили восьмий альбом Glory з компанією BEC Records у лютому 2014 року. У цьому альбомі вони випустили 3 сингли, а саме: «You Alone», «Always» і «Never Too Late».
Весною 2014 Kutless поїхали у тур разом з Audio Adrenaline, і відразу після цього вони публічно оголосили, що Кайл Пік (Kyle Peek) залишає гурт для того, щоб проводити більше часу з сім'єю. Кілька місяців по тому Нік Департі (Nick DePartee) — гітарист, який довгий час пробув у цьому гурті, вирішив його залишити для того, щоб почати кар'єру в іншому музичному напрямі.

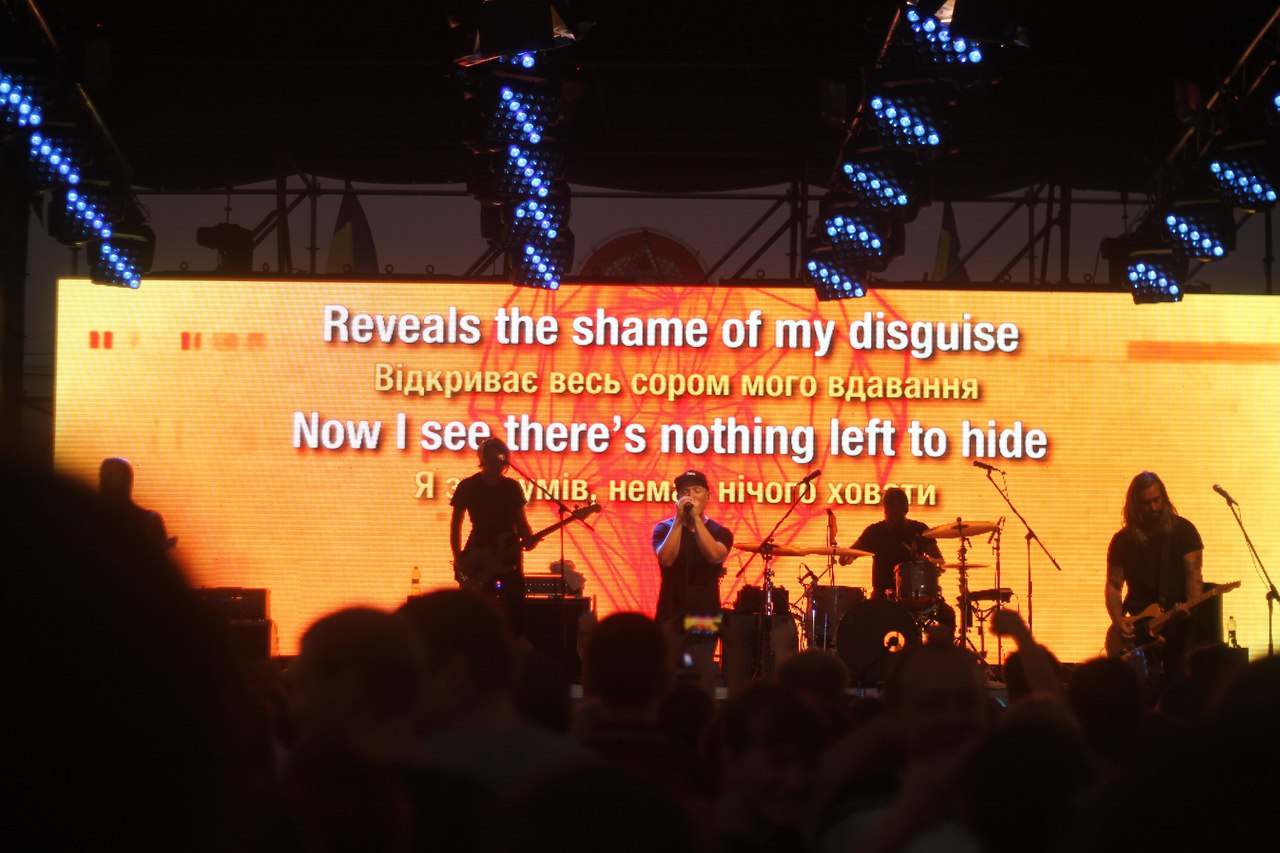

## Дискографія
- Kutless[en] (2002)
- Sea of Faces (2004)
- Strong Tower (2005)
- Hearts of the Innocent (2006)
- To Know That You're Alive (2008)
- It Is Well[en] (2009)
- Believer[en] (2012)
- The Worship Collection (2013)
- Glory[en] (2014)